# Розумиці
Розумиці (пол. Rozumice) — село в Польщі, у гміні Кетш Ґлубчицького повіту Опольського воєводства.
Населення — 323 особи (2011).

## Демографія
Демографічна структура станом на 31 березня 2011 року:
|          | Загалом | Допрацездатний вік | Працездатний вік | Постпрацездатний вік |
| -------- | ------- | ------------------ | ---------------- | -------------------- |
| Чоловіки | 165     | 32                 | 117              | 16                   |
| Жінки    | 158     | 25                 | 91               | 42                   |
| Разом    | 323     | 57                 | 208              | 58                   |